# فدراسیون بسکتبال لهستان
فدراسیون بسکتبال لهستان (لهستانی: Polski Związek Koszykówki) نهاد اداره کننده ورزش بسکتبال در کشور لهستان است. این فدراسیون که در سال ۱۹۵۷ تاسیس شده مقر آن در شهر ورشو قرار دارد.